# Historia del vehículo eléctrico
La historia del vehículo eléctrico inició en 1828 y, a finales del siglo, el mercado comenzó a desarrollarse en Europa y Estados Unidos, hasta 1920. Los alto costos, su baja la velocidad y el corto alcance de los vehículos eléctricos de batería, produjo un declive en su uso, en comparación con los vehículos con motor de combustión interna. Sin embargo, los vehículos eléctricos se siguieron utilizando en trenes eléctricos y otros usos específicos.
A inicios del siglo XXI, vuelve el interés por los vehículos eléctricos y otros vehículos de combustible alternativo debido a preocupación por los problemas asociados con el uso de hidrocarburos en vehículos (que incluyen los daños al medio ambiente causados por sus emisiones) y la sostenibilidad de la actual infraestructura de transporte basada en hidrocarburos, así como a las mejoras en la tecnología de vehículos eléctricos. Desde 2010, las ventas combinadas de todos los coches eléctricos y furgonetas ha alcanzado el millón de unidades vendidas a nivel mundial en septiembre de 2016.

## Historia temprana

### Primeros modelos eléctricos

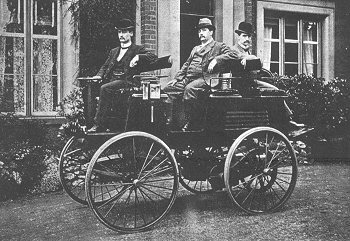
Coche eléctrico construido por Thomas Parker (1895).

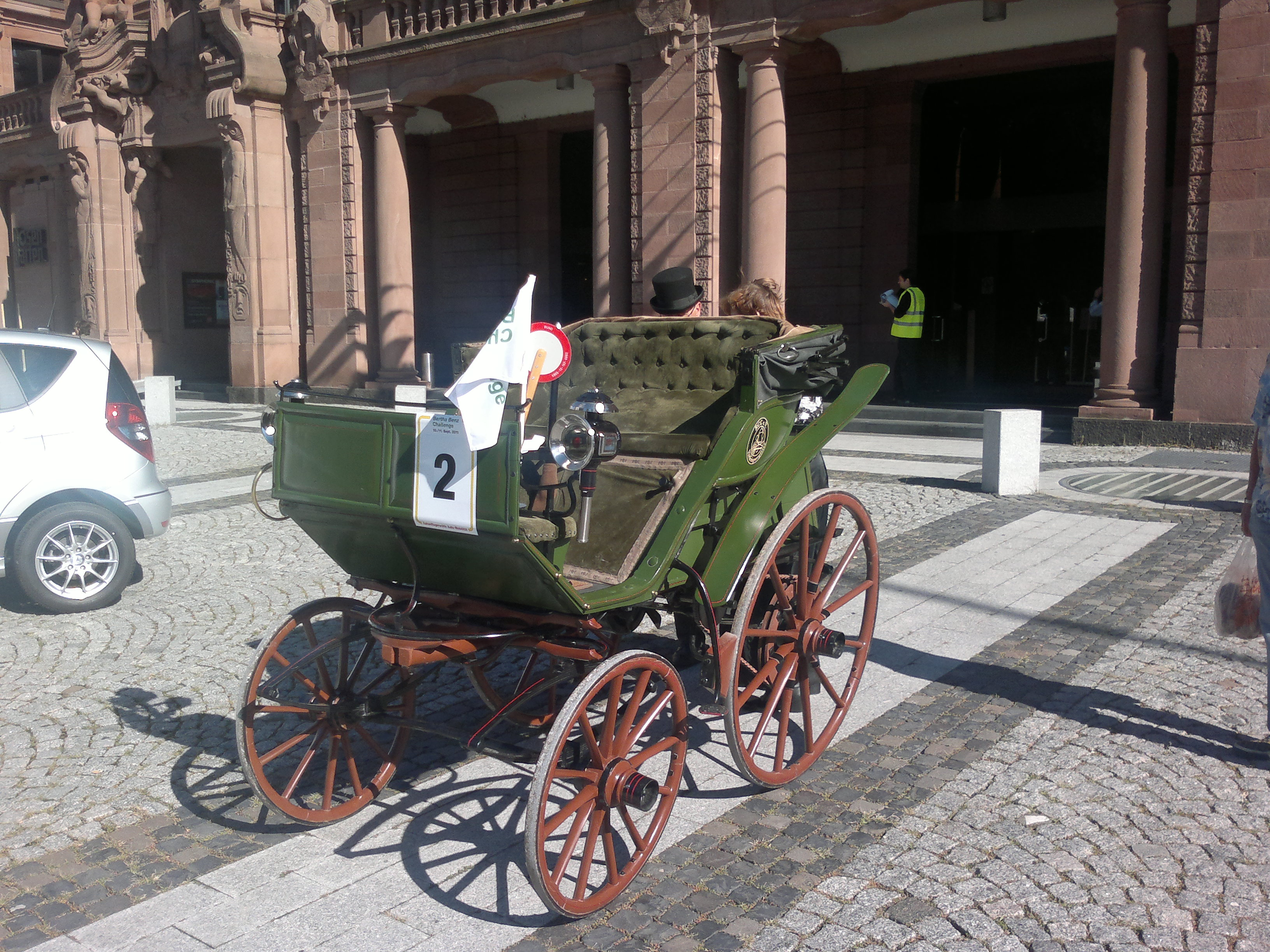
Flocken Elektrowagen, 1888 (reconstrucción de 2011).

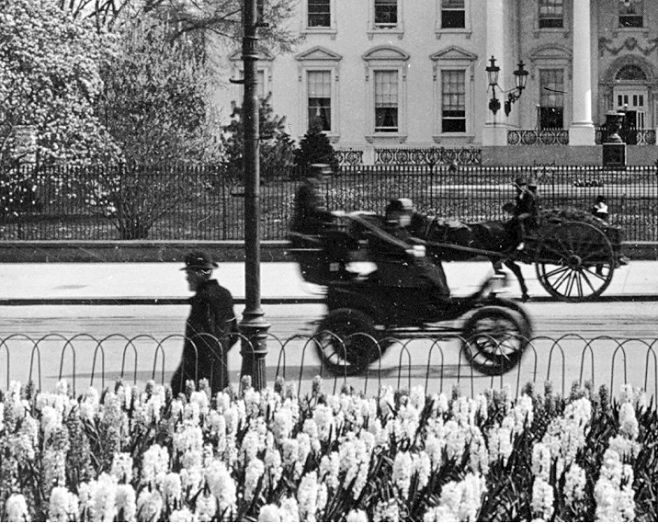
El taxi eléctrico de Columbia Electric (1896-99) en Pensilvania Avenue, Washington D. C., visto desde Lafayette Park en 1905.

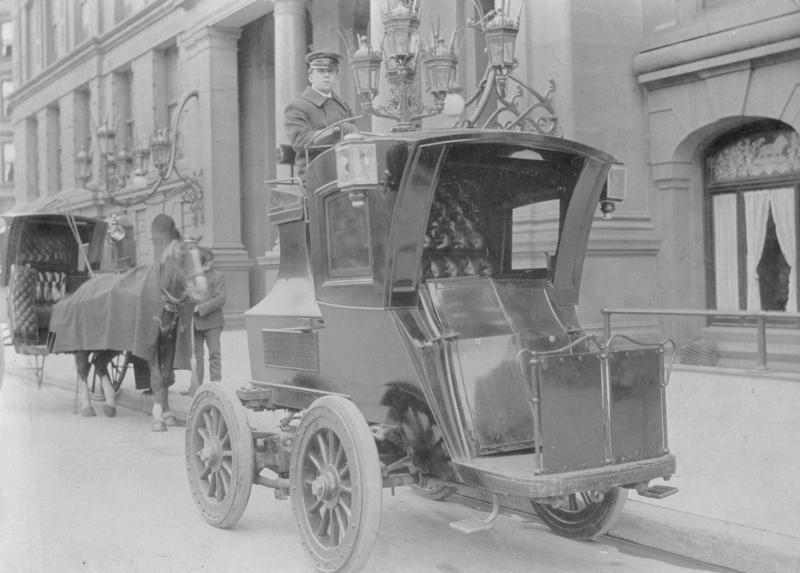
Coche eléctrico alemán, con el conductor en la parte superior (1904).

La invención del primer modelo de vehículo eléctrico es atribuida a diferentes personas.En 1828, Ányos Jedlik, un sacerdote húngaro que inventó un modelo embrionario de motor eléctrico, creó un pequeño coche alimentado por su nuevo motor. En 1834, un herrero de Vermont llamado Thomas Davenport construyó un vehículo que operaba en una pista corta, circular y electrificada. En 1835, el profesor Sibrandus Stratingh de Groninga, en los Países Bajos y su asistente Christopher Becker crearon un coche eléctrico a pequeña escala, alimentado por baterías no recargables de células primarias.

### Primeras locomotoras eléctricas
La primera locomotora eléctrica fue construida en 1837 por el químico Robert Davidson de Aberdeen, Escocia. Estaba propulsada por una batería de celdas galvánicas (baterías). Davidson después construyó una locomotora más grande llamada Galvani, que se exhibió en la Exposición de la Royal Scottish Society of Arts en 1841. El vehículo, de siete toneladas, tenía dos motores de reluctancia directos, con electroimanes fijos que actuaban sobre barras de hierro conectados a un cilindro de madera en cada eje, así como conmutadores simples. Arrastró una carga de 6 toneladas (13 228 libras) a 4 mph (6,4 km/h) durante una distancia de 1,5 millas (2,4 km). Fue probado en el ferrocarril de Edimburgo y Glasgow en septiembre del año siguiente, pero el limitado poder de las baterías impedía su uso general. Fue destruido por los trabajadores ferroviarios, que la vieron como una amenaza a la seguridad de su empleo.
Entre 1832 y 1839, el inventor británico Robert Anderson también creó una versión embrionaria de locomotora eléctrica. Una patente para el uso de rieles conductores de corriente eléctrica, fue otorgada en Inglaterra en 1840 y patentes similares fueron emitidas a Lilley y Colten en los Estados Unidos en 1847.

## Primeros coches eléctricos prácticos
En 1852, se empezó la comercialización de autos eléctricos, los cuales todavía no tenían baterías recargables. Las baterías recargables, que proporcionan un medio viable para el almacenamiento de la electricidad a bordo de un vehículo no llegaron hasta 1859, con la invención de la batería de plomo y ácido por el físico francés Gaston Planté,sin embargo no pudo ser fabricada masivamente todavía. 
En 1861 aparece el auto de combustión interna. Un temprano vehículo eléctrico de dos ruedas fue exhibido en la Exposición Universal de París (1867) por el inventor austríaco Franz Kravogl, pero fue considerado como una curiosidad y no podía conducir de forma fiable por la calle.
Camille Alphonse Faure, otro científico francés, mejoró significativamente el diseño de la batería en 1881; sus mejoras aumentaron considerablemente la capacidad de las baterías y permitió directamente su fabricación a escala industrial.
Otro vehículo, esta vez con tres ruedas, fue puesto a prueba a lo largo de una calle de París en abril de 1881 por el inventor francés Gustave Trouvé
El inventor inglés Thomas Parker, responsable de innovaciones tales como la electrificación del metro de Londres, las líneas aéreas de los tranvías en Liverpool y Birmingham; y el combustible sin humo (coalita), construyó la primera producción de coches eléctricos en Londres en 1884, usando sus propias baterías recargables de alta capacidad, especialmente diseñadas. Parker tenía interés desde hace muchos años en la construcción de vehículos más eficientes le llevó a experimentar con vehículos eléctricos. Él también estaba preocupado por los malignos efectos del humo y la contaminación en Londres.
La producción del coche estaba en manos de la compañía Elwell-Parker, establecida en 1882 para la construcción y venta de tranvías eléctricos. La compañía se fusionó con otros rivales en 1888 para formar la Electric Construction Corporation; esta empresa tenía un monopolio virtual en el mercado británico de coches eléctricos en la década de 1890. La compañía también fabricó el primer carrito eléctrico para perros en 1896.
Francia y el Reino Unido fueron los primeros países en apoyar ampliamente el desarrollo de los vehículos eléctricos. El primer coche eléctrico en Alemania, fue construido por el ingeniero Andreas Flocken en 1888,con el modelo Flocken Elektrowagen, con motor de 0.7 kW, una batería de 100 kg, pero con baja autonomía.
Trenes eléctricos fueron también utilizados para el transporte de carbón desde las minas, ya que sus motores no utilizan el preciado oxígeno en su interior. Antes de la preeminencia de los motores de combustión interna, los automóviles eléctricos también celebraban muchos concursos de velocidad y distancia.
La ingeniero Bertha Benz, esposa de Carl Benz, en 1888 con sus hijos Eugene y Richard viajaron 200 km (124 millas) de ida y vuelta, en el modelo Benz Patent-Motorwagen Typ III, de combustión interna y 2,5 CV (1,8 kW) de Manheimer Berlin AG a Pforzheim, recargando petróleo en las farmacias, que era donde se fácilmente se vendía como desmanchante.
El primer coche eléctrico fue desarrollado en 1890-91 por William Morrison de Des Moines, Iowa; el vehículo consistía en un vagón de seis pasajeros capaz de alcanzar una velocidad de 14 millas por hora (22,5 km/h). En 1890, el austriaco Jacob Lohner viajó a Estados Unidos y vio los autos eléctricos en Des Moines Iowa, así como los autos del químico que arreglaba baterías en Denver, Oliver O. Fritchle visualizó el fin de los coches movidos por tracción animal, para pasar a ser auto-móviles por lo que llegando a Viena asignó a Ferdinand Porsche la creación de un carro eléctrico. En 1898, se introdujo el modelo Eger-Lonher P1, un carro eléctrico, con tracción delantera, capaz de alcanzar 34 km/h (21 mph), con autonomía de 79 km (49 mi) con carga. El éxito del P1, impulsó el vehículo híbrido Semper Vivus, pues funcionaba con motor de combustión y eléctrico. En 1900 vendieron 300 unidades.
En 1895 que los estadounidenses comenzaron a prestar atención a los vehículos eléctricos, después de que A. L. Ryker introdujera el primer eléctrico de tres ruedas en el país. Camille Jenatzy, el 29 de abril de 1899 en su vehículo en forma de cohete bautizado La Jamais Contente, registró la ruptura de la barrera de 100 km/h (62 mph), porque alcanzó una velocidad de 105,88 km/h (65,79 mph). Un notable diseño fue y construcción de un coche fue el de tracción en las cuatro ruedas por Lohner-Porsche Mixte Hybrid, accionado por un motor en cada rueda, el cual también estableció varios registros en las manos de su propietario, E. W. Hart.

## La primera edad dorada

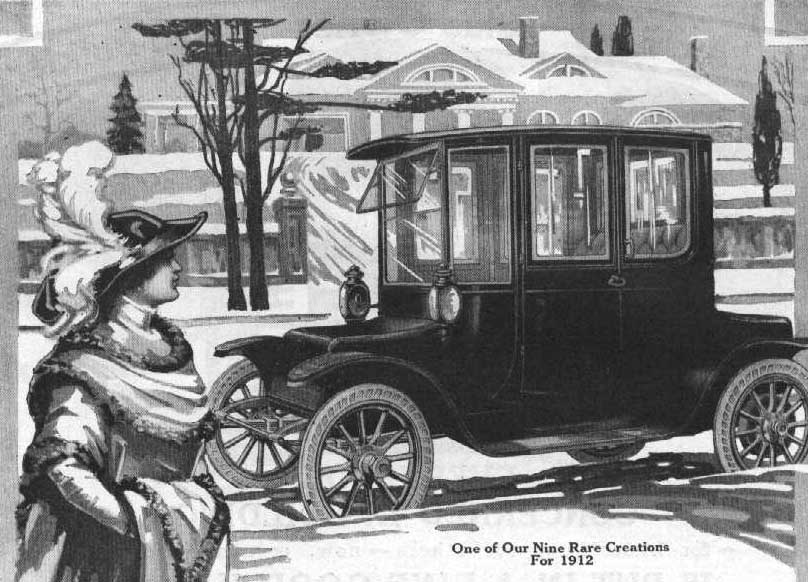
Anuncio de Detroit Electric en 1912.

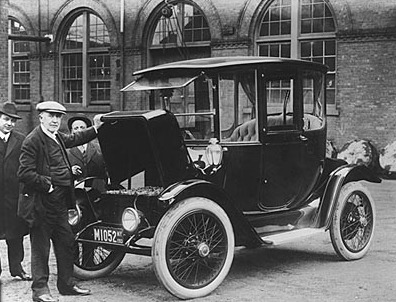
Thomas Alva Edison junto a un coche eléctrico en 1913, en el Museo Nacional de Historia Estadounidense (Washington).

El interés en los vehículos de motor eléctrico aumentó considerablemente en la década de 1890 y principios de 1900. Los taxis eléctricos alimentados por batería empezaron a verse a finales del siglo XIX. En 1900 se fabricaron 4,192 autos eléctricos en Estados Unidos siendo el 28% eléctricos. En estos años Gastón Planté y Camille Faure, aportaron nuevas invenciones en baterías recargables. En Londres, Walter C. Bersey diseñó una flota de taxis para la capital británica en 1897 y pronto fueron conocidos como "los colibríes" debido a su zumbido característico. En el mismo año, en la ciudad de Nueva York, la Samuel's Electric Carriage and Wagon Company comenzó a utilizar 12 carruajes eléctricos. La compañía funcionó hasta 1898 con hasta 62 cabinas en operación hasta que fue reformada por sus financistas para formar la Electric Vehicle Company.La flota de taxis en Nueva York ya era esencialmente eléctrica, los cuales contaban con columnas públicas para recarga eléctrica, con intensidad variable desde 25 hasta 80 Amperes.
En 1911, el primer vehículo híbrido de gasolina y eléctrico en América, fue puesto en circulación por la Woods Motor Vehicle Company de Chicago. El híbrido fue un fracaso comercial, demostrando ser demasiado lento para su precio y con un mantenimiento complicado.
Debido a las limitaciones tecnológicas y la falta de tecnología eléctrica basada en transistores, la velocidad máxima de estos primeros vehículos eléctricos se limitaba a unos 32 km/h (20 mph). A pesar de esta baja velocidad, los vehículos eléctricos tenían ciertas ventajas sobre sus competidores de la década de 1900. No tenían vibración al circular, ni el olor y el ruido asociado con los coches de gasolina. Tampoco requerían cambios de marcha (mientras que los coches de vapor, también populares al principio, tampoco requerían ningún cambio de marchas, sufrían de largos tiempos de arranque de hasta 45 minutos en las mañanas frías). Estos coches fueron también preferidos porque no requerían un esfuerzo manual para iniciar el funcionamiento del motor, como los coches de gasolina que contaban con una manivela para arrancarlo.
En 1905 Thomas Alva Edison logró que las baterías recargables de níquel-hierro permitieran una mayor  autonomía a los vehículos alimentados por electricidad. Estos coches superaban ya velocidades de 130 km/h (81 mph).
Los coches eléctricos encontraron popularidad entre los clientes que los utilizaban como coches de ciudad, donde su rango limitado no resultaba ser una desventaja. Los coches eléctricos a menudo se vendían como vehículos apropiados para las mujeres de los conductores debido a su facilidad de operación; de hecho, los primeros coches eléctricos estaban algo estigmatizados por la percepción de que eran coches para mujeres, lo que llevó a algunas empresas a colocar radiadores en la parte delantera para disfrazar el sistema de propulsión del vehículo.
En 1906, Fritchle vendió su primer coche en 1906 y en 1908 la Oliver P. Fritchle Company abrió su primera tienda en Colfax Avenue de Denver donde aseguraba que su coche podía recorrer hasta 100 millas (161 km) en lo plano tras recargar su batería toda la noche. Como nadie le creyó, se montó su particular road-trip demostrando así la veracidad de su anuncio. Los pedidos para el “One Hundred Mile Fritchle” empezaron a llegar desde todos los rincones del país, especialmente de mujeres adineradas, por la limpieza y espaciosidad de los vehículos. La aceptación de los coches eléctricos fue inicialmente obstaculizada por la falta de infraestructura para la recarga de energía, pero ya en 1912, muchas casas estaban dotadas con suministro de electricidad, lo que permitió un aumento en la popularidad de los coches. 
Mercedes Benz, puso a disposición el modelo eléctrico Mercedes Mixt en 1906, que pronto fue adoptado como taxi. Se puede apreciar una foto de 1917, donde una decena de coches están siendo cargados eléctricamente en un almacén.
A comienzos de siglo, el 40% de los automóviles eran impulsados a vapor, el 38% eran eléctricos y el 22% de gasolina. En Estados Unidos se habían registrado 33.842 coches eléctricos y se convirtió en el país donde los coches eléctricos habían ganado la mayoría de aceptación. La mayor parte de los primeros vehículos eléctricos eran carros grandes y adornados, diseñados para los clientes de clase alta que los popularizó. Contaban con interiores de lujo y estaban llenos de materiales costosos. Las ventas de coches eléctricos alcanzaron su punto máximo a comienzos de la década de 1910.
Con el fin de superar el limitado rango de operación de los vehículos eléctricos y la falta de infraestructura de recarga, un servicio de baterías intercambiables fue propuesto por primera vez tan temprano como en 1896. El concepto fue puesto en práctica por Hartford Electric Light Company a través del servicio de baterías de GeVeCo y estaba disponible inicialmente para camiones eléctricos. El propietario del vehículo compraba el vehículo de General Vehicle Company (GVC, una subsidiaria de la General Electric Company) sin la batería y la electricidad era adquirida a Hartford Electric a través de una batería intercambiable. El propietario pagaba un cargo variable por cada milla recorrida y un cargo mensual por el servicio para cubrir el mantenimiento y almacenamiento del camión. Tanto el vehículo como la batería estaban modificadas para facilitar un rápido intercambio de la misma. El servicio fue proporcionado entre 1910 y 1924 y, durante ese período, abarcó más de 6 millones de millas. Desde 1917 servicio de éxito similares fueron realizados en Chicago para los propietarios de coches de la Milburn Light Electric que también podían adquirir el vehículo sin las baterías.

## El Declive

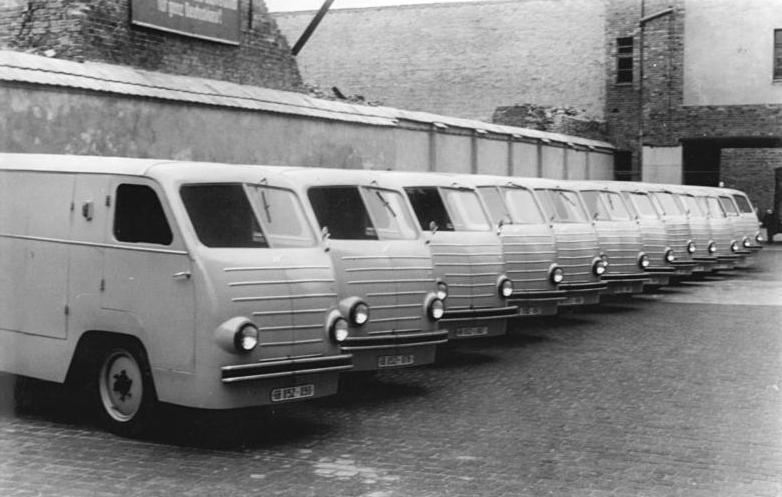
Furgonetas eléctricas en Alemania del Este, pertenecientes a la Deutsche Post en 1953.

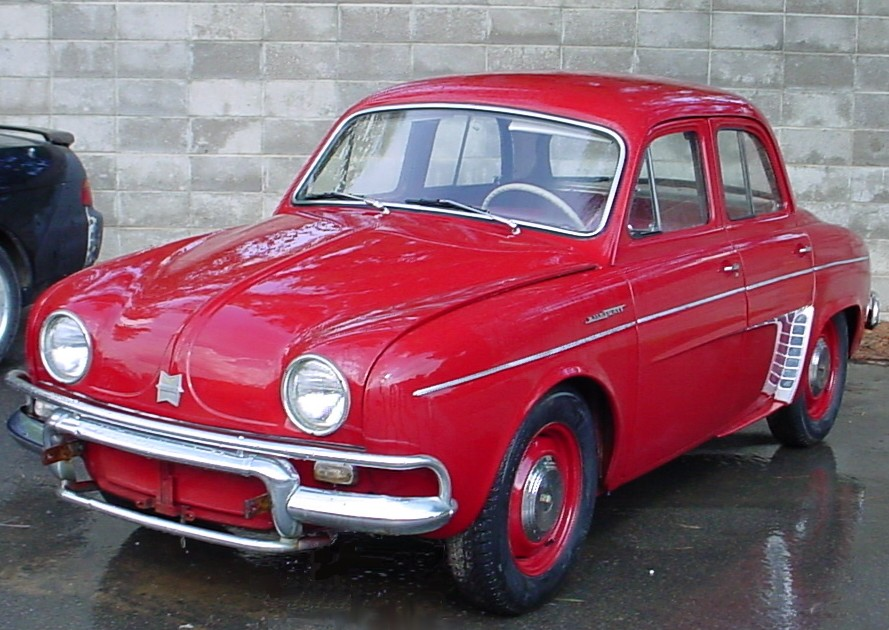
El Henney Kilowatt, un coche eléctrico de 1961.

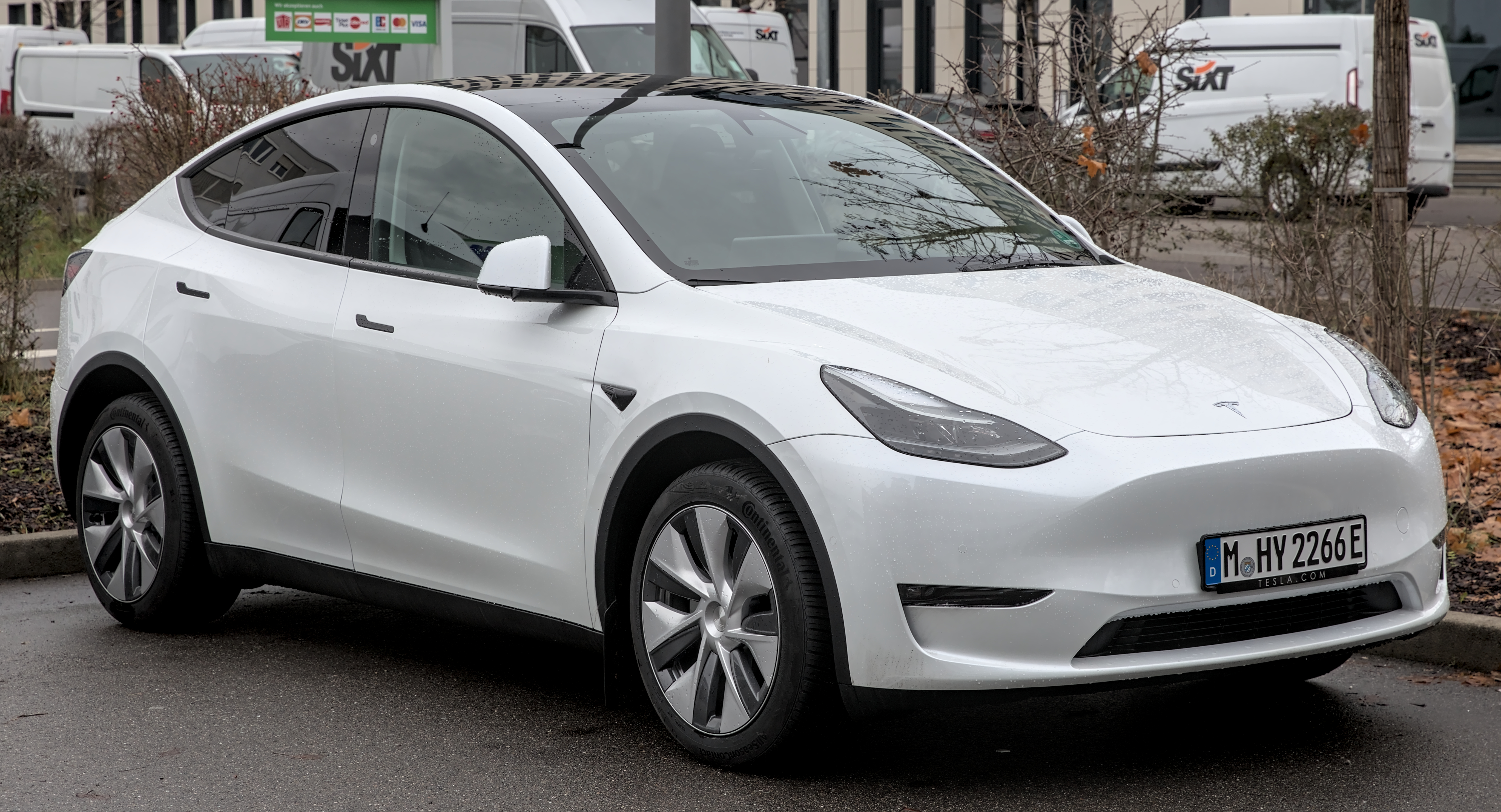
El Tesla Model Y ha sido el vehículo eléctrico más vendido en el mundo en 2023.

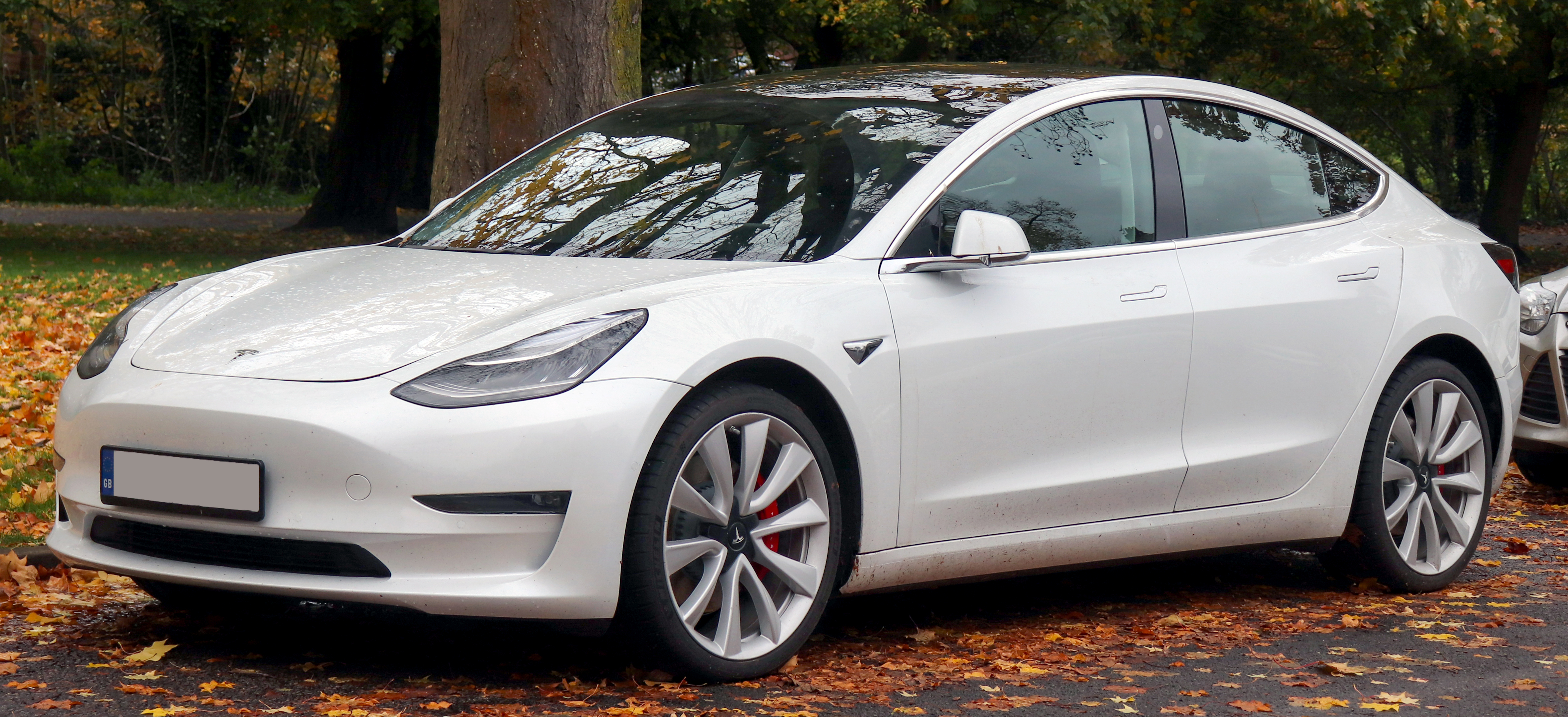
El Tesla Model 3 es el coche eléctrico más vendido en la historia.

Después de disfrutar el éxito a comienzos del siglo XX, el coche eléctrico comenzó a perder posiciones en el mercado del automóvil. Una serie de acontecimientos contribuyeron a esta situación. 
Para 1908 Henry Ford presentó su modelo “T” fabricado en serie, lo que le permitió bajar costos. La industrialización impulsada por Henry Ford y más autonomía del vehículo en zonas rurales donde la red eléctrica aún no estaba bastante extendida, cambió todo. El coche eléctrico se vio relegado por el de motor de gasolina.  Los vehículos de gasolina se convirtieron en coches cada vez más fácil de manejar gracias a la invención del motor de arranque eléctrico por Charles Kettering en 1912, que eliminó la necesidad de una manivela para el arranque del motor y el ruido emitido por estos coches se hizo más llevadero gracias a la utilización del silenciador, que Hiram Percy Maxim había inventado en 1897. El inicio de la producción en masa de vehículos propulsados por gasolina por Henry Ford redujo drásticamente su precio. La mayoría de los fabricantes de automóviles detuvieron la producción en algún momento en la década de 1910. El precio de vehículos eléctricos siguió aumentando; en 1912, un coche eléctrico se vendía por casi el doble del precio de un coche de gasolina.
Para la década de 1920, una infraestructura vial mejorada requería de vehículos con un rango mayor que el ofrecido por los coches eléctricos. El descubrimiento de reservas de petróleo conllevaron una amplia disponibilidad de la gasolina, haciendo a estos coches más baratos de operar a través de largas distancias. El sistema Ford,  hizo que estos vehículos primeramente para las clases adineradas y, posteriormente, las clases populares por lo que se  convirtió en un medio de transporte para todos los públicos. 
A partir de la década de 1920, los días de apogeo de los coches eléctricos habían pasado y una década más tarde, la industria del automóvil eléctrico había desaparecido realmente.Los coches eléctricos estaban limitados para el uso urbano por su velocidad lenta (no más de 24 a 32 km/h o de 15-20 mph.) y de bajo alcance (50-65 km o 30-40 millas) y los coches de gasolina eran ahora capaces de viajar más lejos y más rápido que sus equivalentes eléctricos. Los vehículos eléctricos se hicieron populares para ciertas aplicaciones donde su rango limitado no planteaba mayores problemas. Las carretillas elevadoras fueron alimentadas eléctricamente cuando fueron introducidas por la universidad de Yale en el año 1923.
En Europa, especialmente en el Reino Unido, las furgonetas de transporte de leche fueron impulsadas por electricidad y durante la mayor parte del siglo XX, la mayoría de los vehículos eléctricos de carretera fueron precisamente estas furgonetas británicas de transporte. Los carritos de golf eléctricos fueron producidos por Lektro a partir de 1954.